# 松原腔吻鱈
松原腔吻鱈，為輻鰭魚綱鱈形目鼠尾鱈科的其中一種，分布於西北太平洋海脊海域，屬深海底棲性魚類，深度315-600公尺，體長可達33公分，棲息在底層水域，生活習性不明。